# مقایسه سی‌شارپ و ویژوال بیسیک دات‌نت
عنوان صحیح این مقاله مقایسه سی شارپ و ویژوال بیسیک دات نت (به انگلیسی: Comparison of C# and Visual Basic .NET)می‌باشد. جانشینی و حذف علامت # در عنوان مقاله، بعلت محدودیت‌های فنی است.
سی شارپ و ویژوال بیسیک دو زبان ابتدایی (اصلی) اند که برای برنامه‌نویسی روی چارچوب دات نت استفاده می‌شوند.

## سازگاری زبان
نحو سی شارپ شبیه جاوا است. دو زبان سی شارپ و ویژوال بیسیک دات نت ار ساختارهایی شبیه به دیگر زبان‌های سطح بالای جدید مثل جاوا و سی شارپ بهره می‌برند. هر چند جاوا و دات نت بی‌شمار است در نتیجه ما می‌توانیم آن‌ها را در مقایسه جاوا و سی شارپ مشاهده کنیم.

## پشتیبانی چند زبانی زمان اجرا
یکی از اهداف اصلی دات نت پشتیبانی چند زبانی زمان اجرا است. قصد این طراحی این بود که همهٔ زبان‌های مختلف مایکروسافت باید سطح دسترسی یکسانی به تمام ویژگی‌های سیستم عامل داشته باشد، باید قادر به نمایش دادن سطح یکسانی از توان و قابلیت استفاده و آسان تر کردن باشد که به وسیلهٔ یک ماژول در یک زبان بر حسب آنکه در زبانی دیگر نوشته شده‌است فراخوانی می‌شود.
در پیاده‌سازی، همهٔ زبان‌های دات نت از موتور زمان اجرای یکسان و درخت نحو مجرد یک شکل و زبان میانه رایج بهره می‌برد. بعلاوه همه زبان‌های دات نت به ویژگی‌های پایگاه شامل زباله روبی، پیوند دادن به زبان وراثتی، مدیریت استثناء و اشکال زدایی دسترسی دارند. این اجازه می‌دهد که خروجی یکسان باینری به وسیلهٔ هر زبان برنامه‌نویسی دات نت تولید شود.

## توسعه محیط
ویژوال استادیو تفاوت‌های کمتری در توسعه محیط برای سی شارپ و ویژوال بیسیک دات نت فراهم می‌آورد. پس از انتشار هر نسخه ویژوال استادیو، تفاوت بین توسعه محیط‌ها برای این ربان‌ها کاهش می‌یابد. مثلآ نسخه‌های اولیه ویژوال استادیو دارای حمایت ضعیف برای Intelesens در سی شارپ در مقایه با ویژوال بیسیک دات نت داشت و هیچ سابقهٔ ارائهٔ کامپایل برای سی شارپ نداشت.
در همان حال، تفاوت‌های اصلی ای در توسعهٔ محیط با اضافه کردن ویژگی‌هایی برای ویژوال بیسیک دات نت به وجود آمد که در ویژوال بیسیک ۶ شامل موارد زیر است:
- فضای نامِ پیش فرض، مخفی است. (اما می‌تواند از کار انداخته شود)
- برخی از فایل‌های پروژه مخفی است. (کاربر می‌تواند آن‌ها را نشان دهد)

سابقه ویرایش یک ویژگی محیط برنامه‌نویسی ویژوال استادیو است که به موجب آن کد نوشته شده توسط برنامه‌نویس با هدف شناسایی خطا بدون نیاز به ساخت راه حل هم‌زمان کامپایل می‌شود.
این ویژگی برای ویژوال بیسیک از دات نت ۱٫۱ فراهم آمده‌است و در نسخه‌های ابتدایی ویژوال استادیو برای ویژوال سی شارپ عرضه شده‌است و در سرویس پک ۱ برای نسخه‌های استاندارد و بالاتر قابل استفاده است.
یک ایراد سی شارپ این است که پنل فهرست خطا تا زمانی که راه حل بازسازی نشود بروز رسانی نمی‌شود.
Refactoring پروژه‌های بزرگ در سی شارپ به وسیلهٔ اغلب نیازها به بازسازی راه حل به منظور برجسته کردن اشتباهات کامپایل دشوارتر است.
چنین موردی در ویژوال بیسیک وجود ندارد زیرا پنل فهرست خطا با پس زمینه کامپایلر هماهنگ شده‌است.
سابقه و هدف کامپایل کمتر خواستار سریع تر ساختن چرخه در منابع سیستم و نتیجه است. این یک ویژگی برای پروژه‌های بزرگ است که می‌توان به میزان قابل توجهی زمان مورد نیاز برای شروع اشکال زدایی محیط توسعه مجتمع را کاهش داد.

## ویژگی‌های زبان
بخش عمده‌ای از تفاوت بین سی شارپ و ویژوال بیسیک از نظر فنی نحو آن‌ها است. به این معنا که بسیاری از ویژگی‌ها در هر دو زبان هستند، اما بعضی چیزها ساده‌تر در یک زبان نسبت به دیگری انجام می‌شود. در واقع بسیاری از تفاوت‌های بین دو زبان در اطراف محیط برنامه‌نویسی متمرکز شده‌است.

### ویژگی‌هایی از ویژوال بیسیک دات نت که در سی شارپ یافت نمی‌شود
- متغیرها می‌توانند توسط ساختار WithEvents تعریف شوند.
- ویژوال بیسیک نحو Handles را برای رویدادها داراست.
- XML واقعی
- اعلام تاریخ با استفاده از نحو #1/1/2000#.(M/dd/yyyy)
- ماژول (اگر چه سی در شارپ کلاس استاتیک با معانی دیگر مهر و موم شده‌است، اما هر رشته به صورت جداگانه را می‌توان به عنوان استاتیک اعلام کرد)
- فضای نام

### ویژگی‌هایی از سی شارپ که در ویژوال بیسیک دات نت یافت نمی‌شود
- بلوک‌های کد نا امن (مثل سی + + / فناوری دات نت)از طریق کلمه کلیدی unsafe اعطاء می‌شود.
- واسط جزئی
- تکرارکننده و کلمه کلیدی yield
- توضیحات چند خطی (توجه داشته باشید که محیط برنامه‌نویسی ویژوال استودیو ازتوضیحات چند خطی برای ویژوال بیسیک دات نت پشتیبانی می‌کند)
- کلاس‌های ایستا (کلاس‌هایی که نمی‌توانند دارای عضوهای غیر ثابت باشند، هر چند ماژول‌های ویژوال بیسیک اساساً کلاس‌های استاتیک را با معانی دیگر مهر و موم می‌کند)
- می‌تواند از مفاهیم checked و unchecked برای کنترل دقیق سرریز وچک کردن پاریز استفاده شود.

### دیگر ویژگی‌های ویژوال بیسیک دات نت که قابل اجرادر سی شارپ نمی‌باشد
- تبدیل بولی ارزش واقعی به صحیح ممکن است از -۱ یا ۱ بسته به تبدیل استفاده کند.
- برای مقدار دهی و مقایسه متغیرها از نماد یکسان = استفاده می‌شود. در حالیکه سی شارپ نمادها را جدا می‌کند، == برای مقایسه و = برای مقدار دهی متغیر.
- ویژوال بیسیک دات نت به بزرگ وکوچک بودن حروف حساس نیست.
- به‌طور پیش‌فرض چک کردن نوع در آن شدید نیست. اگر آن به‌طور پیش‌فرض در سمت چپ محل باشد، به‌طور خودکار نوع بدون اطلاع برنامه‌نویس تبدیل خواهد شد، برای مثال:

```
Dim
 
i
 
As
 
Integer
 
=
 
"1"
 
'Compiler automatically converts String to Integer

Dim
 
j
 
As
 
String
 
=
 
1
 
'Compiler automatically converts Integer to String

If
 
i
 
=
 
j
 
Then
 
'Compiler does cast and compare between i and j

    
MessageBox
.
Show
(
"Avoid using, but this message will appear!"
)

End
 
If

```

لازم است ذکر شود که اگر چه به‌طور پیش‌فرض 'Option Strict' خاموش است، توسط مایکروسافت توصیه می‌شود و به‌طور گسترده‌ای در نظر گرفته می‌شود که خوب است 'Option Strict' "روشن" باشد. به دلیل این واقعیت کارایی نرم‌افزار افزایش می‌یابد و شانس اشتباهات نام دهی و دیگر خطاهای برنامه‌نویسی را برطرف می‌کند.

### دیگر ویژگی‌های سی شارپ که قابل اجرادر ویژوال بیسیک دات نت نمی‌باشد
- به صورت پیش‌فرض عملیات عددی چک نمی‌شود. این نتایج در کد کمی سریعتر است اما با خطر اینکه سرریزی عدد شناسایی نمی‌شود. با این حال، برنامه‌نویس می‌تواند عملیات محاسباتی را در چهار چوب فعال چک کردن سرریز بررسی نماید. (این عمل در ویژوال بیسیک با انتخاب گزینه مورد می‌تواند انجام شود)
- عمل جمع. الحاق رشته به وسیلهٔ نماد یکسان + انجام می‌شود. هرچند در ویژوال بیسیک دات نت این نمادها از هم جدا شده‌اند، + برای عمل جمع و از & برای الحاق استفاده می‌شود، اگر چه برای الحاق + نیز می‌تواند استفاده شود.
- سی شارپ به بزرگ وکوچک بودن حروف حساس است.

## مقایسه نحو
در ویژوال بیسیک دات نت یک بلوک از کد با جمله End BlockName(یا Next) به پایان می‌رسد، که این برای برنامه نویسانی با تجربه استفاده از تی اس کیو ال بیشتر آشنا است.
در سی شارپ پرانتزها، {}، برای محدود کردن بلوک‌ها استفاده می‌شود، که این برای برنامه نویسانی با تجربه استفاده از زبان‌های گسترده و پیشرفته مانند سی شارپ و جاوا بیشتر آشنا است.
بعلاوه، اگر در سی شارپ یک بلوک تنها متشکل از یک تک عبارت باشد، پرانتز حذف می‌شود.
یا به عنوان مثال اگر در سی شارپ در کد نویسی عبارتی نامعتبر بنویسیم نمیتوانیم انرا اجرا کنیم زیرا  کامپایلر سی شارپ اجازه ی این کار را نمی دهد و میگوید که این عبارت برای من ناشناس است درحالی که در ویژوال بیسیک این کار را میشه انجام داد و میشه پروژه رو اجرا کرد و خطای ویژوال بیسیک در مفسر گرفته میشود
سی شارپ به بزرگ وکوچک بودن حروف حساس است در حالی که ویژوال بیسیک دات نت این گونه نیست. بنابراین در سی شارپ امکان این که دو متغیر با نام یکسان وجود داشته باشد است، برای مثال variable1 and Variable1.
ویژوال استادیو حالت متغیرها را به محض این که در ویژوال بیسیک دات نت تایپ می‌شود درست می‌کند. در بسیاری از موارد، حساس به بزرگ وکوچک بودن حروف می‌تواند مفید باشد. برنامه نویسان سی شارپ به‌طور معمول نوع نام را با حروف درشت می‌نویسند و عضو و نام متغیر را با حروف کوچک می‌نویسند. این مسئله این امکان را به ما می‌دهد تا، برای مثال روش نامگذاری طبیعی آرگمان‌ها آسان شود:public int CalculateOrders(Customer customer). البته، این می‌تواند برای کسانی که کد سی شارپ را به یک زبان غیر حساس به بزرگ وکوچک بودن حروف تبدیل می‌کنند، مانند ویژوال بیسیک، یا کسانی که به خواندن زبان حساس به بزرگ وکوچک حروف عادت ندارند مشکل ساز باشد.

### کلمات کلیدی
ویژوال بیسیک به بزرگ وکوچک بودن حروف حساس نیست که به این معنی است که هر ترکیبی از حالت‌های بزرگ و کوچک در کلید واژه‌ها قابل قبول است. با این وجود ویژوال استودیو به صورت خودکار تمام کلمات کلیدی ویژوال بیسیک را به‌طور پیش‌فرض به فرم حروف بزرگ تبدیل می‌کند. به عنوان مثال "Public", "If".
سی شارپ به بزرگ وکوچک بودن حروف حساس است و تمام کلمات کلیدی سی شارپ به صورت کوچک است.
ویژوال بیسیک و سی شارپ درکلمات کلیدی بسیاری سهیم اند، با این تفاوت که (به یاد داشته باشید که ویژوال بیسیک به بزرگ وکوچک بودن حروف حساس نیست) کلمات کلیدی ویژوال بیسیک نسخه‌هایی با حروف بزرگ از کلمات کلیدی سی شارپ می‌باشند. به عنوان مثال "Public" در مقابل "If" , "Public" در مقابل "if".

### توضیحات
| C# | ویژوال بیسیک دات‌نت |
| --- | --- |
| //Single line comment /*Multi-line comment line 2 line 3*/ ///XML single line comment /**XML multi-line comment line 2 line 3*/ | 'Single line comment توضیحات چند خطی قابل استفاده نیست. '''XML single line comment xml توضیحات چند خطی قابل استفاده نیست. |

### شرط‌ها
| C# | ویژوال بیسیک دات‌نت |
| if (condition) { // condition is true } | If condition Then ' condition is true End If |
| if (condition) { // condition is true } else { // condition is false }                                                                                                   | If condition Then ' condition is true Else ' condition is false End If                                                                                            |
| if (condition) { // condition is true } else if (othercondition) { // condition is false and othercondition is true }                                                    | If condition Then ' condition is true ElseIf othercondition Then ' condition is false and othercondition is true End If                                           |
| if (condition) { // condition is true } else if (othercondition) { // condition is false and othercondition is true } else { // condition and othercondition are false } | If condition Then ' condition is true ElseIf othercondition Then ' condition is false and othercondition is true Else ' condition and othercondition false End If |

### حلقه‌ها
| C# | ویژوال بیسیک دات‌نت                                                                                         |
| for (int i = 0; i <= number-1; i++) //number is leant loop { // loop from zero up to one less than number } | For i = 0 To number - 1 ' loop from zero up to one less than number Next i                                 |
| for (int i = number; i>= 0; i--) { // loops from number down to zero }                                      | For i = number To 0 Step -1 ' loops from number down to zero Next i                                        |
| break; //breaks out of a loop                                                                               | Exit For 'breaks out of a for loop Exit While 'breaks out of a while loop Exit Do 'breaks out of a do loop |

### مقایسه‌ها

#### تایپ‌های اصلی
| C#                                                                    | ویژوال بیسیک دات‌نت                                                               |  |
| if (a == b) { // equal }                                              | If a = b Then ' equal End If                                                     |  |
| if (a != b) { // not equal } یا: if (!(a == b)) { // not equal }      | If a <> b Then ' not equal End If یا: If Not a = b Then ' not equal End If       |  |
| if (a == b && c == d \|\| e == f) { // multiple comparisons }         | If a = b And c = d Or e = f Then ' multiple comparisons End If                   |  |
| if (a == b && c == d \|\| e == f) { // short-circuiting comparisons } | If a = b AndAlso c = d OrElse (e = f) Then ' short-circuiting comparisons End If |  |
|                                                                       |                                                                                  |  |

#### انواع اشیاء
| C#                                                                                    | ویژوال بیسیک دات‌نت                                                     |
| if (Object.ReferenceEquals(a, b)) { // variables refer to the same instance }         | If a Is b Then ' variables refer to the same instance End If           |
| if (!Object.ReferenceEquals(a, b)) { // variables do not refer to the same instance } | If a IsNot b Then ' variables do not refer to the same instance End If |
| if (a.Equals(b)) { // instances are equivalent }                                      | If a = b Then ' instances are equivalent End If                        |
| if ( ! a.Equals(b)) { // not equivalent }                                             | If a <> b Then ' not equivalent End If                                 |
| var type = typeof(int);                                                               | Dim type = GetType(Integer)                                            |
| if (a is b) { // types of a and b are compatible }                                    | If TypeOf a Is b Then ' types of a and b are compatible End If         |
| if (!(a is b)) { // types of a and b are not compatible }                             | If Not TypeOf a Is b Then ' types of a and b are not compatible End If |

توجه: این مثال‌ها برای آزمایش است و نه متغیر "a" و "b" مرجع تهی دارند (صفر در ویژوال بیسیک). اگر مرجع "a" تهی باشد، سی شارپ از روش ارزیابی equals. مدیریت مرجع تهی انجام می‌شود، درحقیقت در ویژوال بیسیک عملگر = مقدار درست را در صورت تهی بودن هر دو و مقدار غلط را در صورت تهی بودن یکی برمی‌گرداند (و اگر هر دو تهی نباشند از روش equals ارزیابی می‌شود). همچنین فرض می‌کنیم که روش equals. و عملگر = ابزاری برای نوع کلاس مورد نظر به اجرا در می‌آید. ترجمه دقیق حذف برای وضوح خواهد بود :
```
C#
```

```
if
(
object
.
equals
(
a
,
b
))

```

VB.NET
```
If
 
a
 
=
 
b
 
Then

```